# شون فنسنت
شون فنسنت (بالإنجليزية: Shawn Vincent)‏ هو لاعب كرة قدم أمريكية أمريكي، ولد في 2 يونيو 1968 في بلايري في الولايات المتحدة.